# Herschel Walker
Pour les articles homonymes, voir Walker.
College Football Hall of Fame 1999
(en) Statistiques sur pro-football-reference
Herschel Walker, né le 3 mars 1962 à Wrightsville en Géorgie, est un joueur américain de football américain jouant au poste de running back connu pour sa carrière universitaire avec les Bulldogs de la Géorgie puis chez les professionnels pour les Generals du New Jersey en United States Football League et les Cowboys de Dallas en National Football League.
Champion national universitaire en 1980, vainqueur du trophée Heisman en 1982, Herschel Walker est introduit au College Football Hall of Fame en 1999 pour ses trois saisons dominantes à la course avec les Bulldogs. Sa carrière professionnelle, débutée en USFL, est moins accomplie. Vedette d'une équipe enchaînant les défaites à Dallas, échangé aux Vikings du Minnesota dans un transfert historique pour la National Football League, il n'est sélectionné qu'à deux reprises au Pro Bowl en 1987 et 1988. Le joueur peine à trouver sa place en NFL et va jusqu'à disputer les Jeux olympiques d'Albertville de 1992 en bobsleigh.
Diagnostiqué d'un trouble dissociatif de l'identité après la fin de sa carrière sportive, Walker s'essaie au début des années 2010 à une carrière de combattant d'arts martiaux mixtes. Soutien de Donald Trump, il se présente aux élections sénatoriales 2022 en Géorgie pour le Parti républicain en défendant les thèses du mouvement pro-vie.
En décembre 2024, il est choisi par le président élu Donald Trump pour occuper la fonction d'ambassadeur des États-Unis auprès des Bahamas. 

## Biographie

### Jeunesse
Né à Wrightsville en Géorgie, Herschel Walker est l'un des sept enfants de sa fratrie. Au lycée du comté de Johnson, il joue au football américain, au basket-ball et participe à des compétitions d'athlétisme. En 1979, dans sa dernière année lycéenne, Walker court pour 3 167 yards, guidant l'équipe de football américain des Trojans à son premier titre de champion d'État. Ses performances individuelles lui valent d'être récompensé du premier Dial Award (en), honorant le sportif lycéen de l'année. Alors que de nombreuses universités souhaitent le recruter, Herschel Walker choisit l'institution locale, les Bulldogs de la Géorgie.

### Carrière universitaire
Débutant avec les Bulldogs de la Géorgie, Herschel Walker court pour un total record de 1 616 yards et termine à une historique troisième place au trophée Heisman,. Les Bulldogs terminent la saison invaincus avec douze victoires, aucune défaite, et un titre national remporté face aux Fighting Irish de Notre Dame.
Attendu comme l'une des vedettes de la saison universitaire 1981, Herschel Walker se montre inarrêtable à la course. Dans la victoire 37 à 7 contre les Rebels d'Ole Miss, il cumule 265 yards de gains cumulés et voit les supporteurs des Rebels chanter son nom. Walker bat le record de yards à la course de l'université dans un succès 53 à 21 contre les Commodores de Vanderbilt, en deux fois moins de matchs disputés que le précédent détenteur du record. Considéré comme un premier choix de draft s'il était éligible, Herschel Walker est considéré à cette époque par Gil Brandt (en), avec Earl Campbell, comme les seuls joueurs qui auraient pu passer professionnels à la sortie du lycée. La vedette des Bulldogs est le premier joueur universitaire à s'assurer d'une blessure qui pourrait l'empêcher de signer de lucratifs contrats chez les professionnels, une assurance à un million de dollars que sa famille paie 12 000 $ annuels. Au-delà de l'habituelle admiration pour les joueurs de football américain, Herschel Walker impressionne par un physique musclé, un buste imposant et des cuisses de sprinteur. Sa combinaison de puissance et de vitesse, proche des calibres olympiques, le rend unique.
Lors de sa troisième année universitaire, Herschel Walker court pour 1 752 yards et marque seize touchdowns dans une nouvelle saison régulière d'invincibilité pour les Bulldogs qui est conclue par une défaite au Sugar Bowl contre les Nittany Lions de Penn State. Au terme de la saison, le coureur est récompensé à titre individuel du trophée Heisman.

### Carrière professionnelle

#### USFL
En février 1983, Pete Rozelle, commissaire de la National Football League (NFL), déclare publiquement qu'Herschel Walker ne serait pas éligible à être recruté dans la ligue avant la draft 1985 à moins qu'il n'obtienne son diplôme universitaire auparavant, les règles de la NFL stipulant alors qu'un joueur ne peut être sélectionné que s'il est diplômé ou qu'il a réalisé quatre années à l'université. Souhaitant devenir professionnel, Walker signe un contrat de trois d'une valeur de cinq millions de dollars pour jouer avec les Generals du New Jersey dans l'United States Football League (USFL),.
Dès ses premiers matchs dans l'USFL, Walker prouve ses qualités avec 1 812 yards gagnés à la course, plus que tout autre coureur dans une équipe en difficulté qui termine la saison avec six victoires pour douze défaites. Il marque plus d'un touchdown en moyenne par match et compile un total de 2 370 yards. Au-délà de ses performances sur le terrain, il permet aux Generals de vendre 36 000 abonnements annuels, la moitié après son recrutement, et à ESPN de faire ses meilleures audiences de diffusion de l'USFL.
En 1984, Donald Trump, nouveau propriétaire de la franchise des Generals, annonce la signature d'un nouveau contrat de quatre ans avec un salaire annuel d'1,5 million de dollars pour conserver Herschel Walker en USFL.
Il bat ensuite le record de yards à la course dans une saison avec 2 500 yards en 1985.

#### NFL

##### Cowboys de Dallas (1986-1989)
Éligible à la draft 1985 de la NFL, Herschel Walker est considéré comme le meilleur joueur disponible mais sa disponibilité est remise en question, le joueur est sous contrat avec les Generals du New Jersey. Le joueur est repêché au 5e tour par les Cowboys de Dallas.

##### Vikings du Minnesota (1989-1991)
Le 12 octobre 1989, Herschel Walker est la pièce centrale d'un échange historique entre les Cowboys de Dallas et les Vikings du Minnesota. Pour mettre fin à la série de défaites des Cowboys, Jimmy Johnson décide de sacrifier sa saison et de transférer son coureur vedette, le seul à être sélectionné au Pro Bowl. Après avoir trouvé un accord avec les Vikings, prêts à échanger de nombreux choix de draft pour obtenir sa signature, les Cowboys négocient avec Herschel Walker qui les menace de prendre sa retraite sportive si l'échange est effectué. Pour se faire, les Cowboys acceptent de lui payer une prime de départ d'1,25 million de dollar et les Vikings s'engagent à lui offrir une maison comparable à la sienne à Dallas et la Mercedes-Benz de son choix. Dans les saisons qui suivent, cet échange se révèle être très favorable aux Cowboys de Dallas qui remportent à trois reprises le Super Bowl en recrutant d'excellents joueurs avec les choix donnés par les Vikings,.
Trois jours après avoir été échangé à Minneapolis, Herschel Walker impressionne pour ses débuts sous le maillot des Vikings, courant pour 148 yards, la meilleure performance d'un coureur de la franchise depuis 1983, en ne jouant que 33 des 68 jeux offensifs de l’équipe dans une victoire 26 points à 14 contre les Packers de Green Bay.

##### Eagles de Philadelphie (1992-1994)
Pour ses débuts avec les Eagles de Philadelphie lors de la première journée de la saison 1992 de la NFL, Herschel Walker court pour 114 yards et un touchdown dans la victoire contre les Saints de La Nouvelle-Orléans, devenant le premier coureur des Eagles à parcourir plus de cent yards à la course depuis 1990. Alors que les Eagles enchaînent les victoires, Walker marque deux touchdowns sur des courses de 9 yards et 16 yards contre les Cowboys de Dallas début octobre devant les 66 572 spectateurs du Veterans Stadium.

##### Giants de New York (1995)
En avril 1995, Herschel Walker signe avec les Giants de New York un contrat de trois ans d'une valeur de 4,8 millions de dollars,. Après une saison décevante — il court 31 fois pour 126 yards et réceptionne 31 passes pour 234 yards, ses plus mauvais chiffres en carrière —, les Giants mettent fin au contrat d'Herschel Walker en juin 1996 après que les deux parties n'aient pas pu ni définir le rôle du joueur dans l'attaque ni négocier la baisse de salaire souhaitée par le club.

##### Cowboys de Dallas (1996-1997)
En 1997, Herschel Walker met fin à sa carrière professionnelle après avoir disputé 187 matchs en NFL et cumulé 8 225 yards à la course, 4 859 yards en réception et 82 touchdowns.

### Parcours olympique
En 1990, alors running back des Vikings du Minnesota, Herschel Walker s'essaie au bobsleigh sur la piste de Lake Placid et impressionne par sa puissance. Lors des sélections, le coureur termine troisième derrière Jeff Woodard et Chris Coleman, ce qui le qualifie dans l'équipe américaine pour les Jeux olympiques d'Albertville de 1992. Participant dans l'épreuve olympique de bob à deux en tant que pousseur, avec Brian Shimer en pilote, Herschel Walker termine à la septième place de la compétition,. Deux jours avant la compétition du bob à quatre, à laquelle il doit participer, Walker est sorti de l’équipe à la demande du pilote Randy Will (en) qui souhaite son ami Chris Coleman à sa place dans le bobsleigh.

### Combattant de MMA
Au début de l'année 2010, Herschel Walker, âgé de 47 ans, décide de se lancer comme combattant d'arts martiaux mixtes. Ceinture noire sixième dan de taekwondo, il signe un contrat avec l'organisation Strikeforce. Après une première victoire contre Greg Nagy, combattant américain peu connu, Herschel Walker multiplie les apparences médiatiques, pose nu dans le numéro spécial The Body Issue d'ESPN The Magazine et déclare faire de 750 à 1 500 pompes chaque matin à 5 h 30 en ne mangeant qu'un repas par jour, le déjeuner,.
Son deuxième combat en MMA, prévu en décembre 2010, est repoussé d'un mois après qu'Herschel Walker ait subi une coupure à l'entraînement. L'ancien joueur de football américain se prépare à l'American Kickboxing Academy à San José en Californie. En janvier 2011, Walker domine Scott Carson par arrêt de l’arbitre après avoir envoyé son adversaire au sol sur un coup de poing.
| 2 combats      | 2 victoires | 0 défaites |
| Par KO         | 2           | 0          |
| Par soumission | 0           | 0          |
| Sur décision   | 0           | 0          |

| Résultat | Record | Adversaire   | Méthode              | Événement                     | Date            | Round | Temps | Lieu                                     | Notes |
| -------- | ------ | ------------ | -------------------- | ----------------------------- | --------------- | ----- | ----- | ---------------------------------------- | ----- |
| Victoire | 2-0    | Scott Carson | TKO (coups de poing) | Strikeforce - Diaz vs. Cyborg | 29 janvier 2011 | 1     | 03:13 | HP Center, Californie, États-Unis        |       |
| Victoire | 1-0    | Greg Nagy    | TKO (coups de poing) | Strikeforce - Miami           | 30 janvier 2010 | 3     | 02:17 | BankAtlantic Center, Floride, États-Unis |       |

### Trouble dissociatif de l'identité

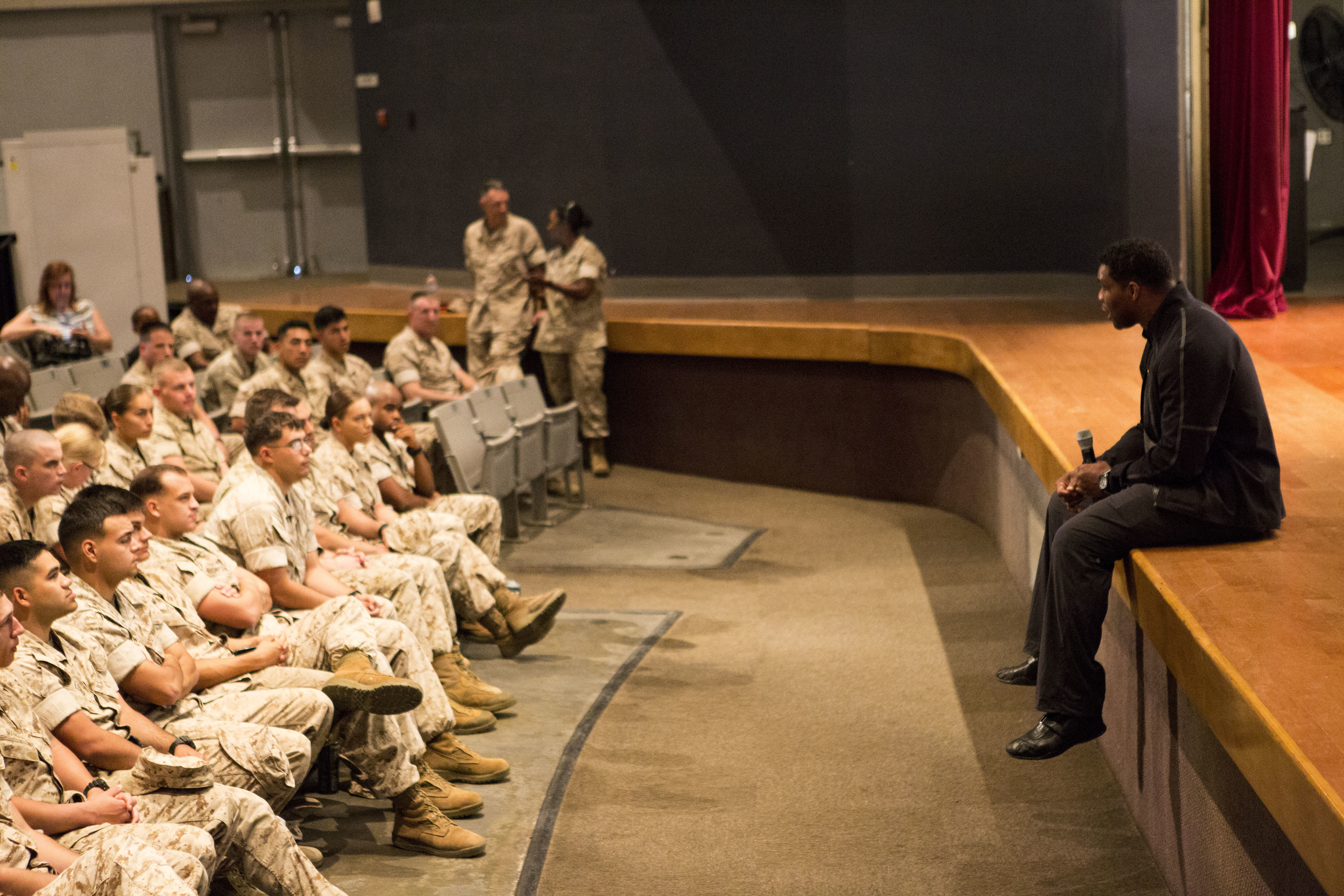
Herschel Walker évoque l'importance de demander de l'aide pour sa santé mentale et l'addiction aux drogues au Camp Pendleton en 2015.

En 2008, Herschel Walker publie un livre intitulé Breaking Free dans lequel il révèle avoir été diagnostiqué d'un trouble dissociatif de l'identité (TDI) en 2001 après avoir géré en silence pendant de nombreuses années une douzaine de personnalités construites en défense au harcèlement qu'il a subi jeune alors qu'il était un enfant en surpoids atteint de bégaiement.
Dans son livre, le joueur déclare que le TDI l'a dépassé après sa retraite sportive en 1997, si bien qu'il s'est retrouvé assis dans sa cuisine à jouer à la roulette russe avec une pistolet chargé. Divorcée d'Herschel Walker, Cindy Grossman a appris la maladie de son mari après seize ans de mariage et déclare que cela a du sens : « Chacune de ses personnalités a des intérêts différents. Celle-ci s'intéresse au ballet, celle-là aux Marines, une autre par le FBI, une autre par les sports. […] Il avait également une personnalité douce et adorable. C'est celle qui m'a demandé en mariage. Lui m'a dit que je n'avais pas épousé Herschel ».

### Carrière politique

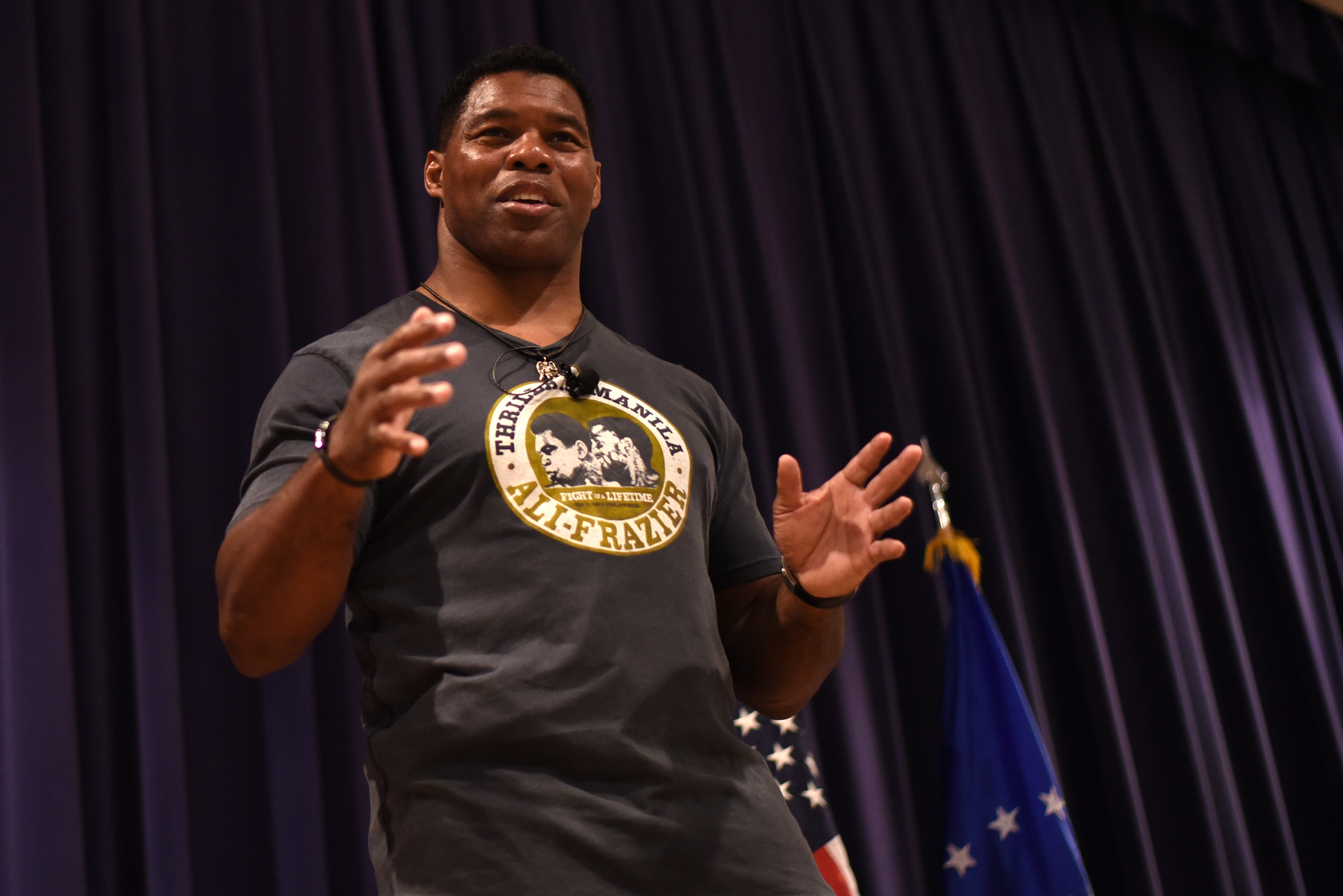
Herschel Walker discute de son trouble dissociatif de l'identité avec des militaires en 2016.

Invité en mai 2018 par le président des États-Unis Donald Trump dans le cadre du President's Council on Sports, Fitness, and Nutrition (en), Herschel Walker devient membre du comité présidentiel et est reconduit en décembre 2020 pour un deuxième mandat de deux ans.
Soutenu par Donald Trump, qui se félicite d'avoir suscité sa candidature, Herschel Walker annonce en août 2021 être candidat aux élections sénatoriales qui se tiennent l'année suivante. Les deux hommes se connaissent depuis les années 1980, Donald Trump ayant racheté les Generals du New Jersey quelques mois après la signature du contrat record du joueur, et sont restés en contact depuis. En 2009, Herschel Walker participe à la deuxième saison de The Celebrity Apprentice, émission diffusée sur NBC dans laquelle Donald Trump est le présentateur vedette. Lors de son élimination, Trump déclare en le virant : « Je ne suis pas gay mais je t'aime ».
En Géorgie, l'ancienne vedette de football américain remporte les primaires du Parti républicain en mai 2022 avec 68% des voix, et se présente face au pasteur Raphael Warnock, élu démocrate sortant. Le candidat républicain, qui a affirmé à plusieurs reprises au cours des mois précédents qu'il pensait que des fraudes massives ont entaché l'élection présidentielle de 2020, est immédiatement dans la tourmente pour d'anciennes accusations de violences conjugales, de comportements violents, de mensonges sur des déclarations professionnelles et pour avoir surévalué ses réalisations personnelles. Il est également dénoncé par son fils, qui lui reproche de l’avoir abandonné avec sa mère et d’être obsédé par le sexe.
Herschel Walker place la lutte contre le droit à l'avortement au centre de sa campagne et prône l'interdiction des interruptions volontaires de grossesse dans tout le pays, sans exception, même en cas de viol ou d'inceste. En octobre 2022, une ancienne petite amie du sportif déclare avoir été payée 700 $ par Herschel Walker pour qu'elle ait recours à l'avortement, ce que nie le candidat républicain,,. Au cours de sa campagne, Herschel Walker est contraint de reconnaître avoir eu trois enfants hors mariage. Alors que son adversaire démocrate dépense plusieurs millions de dollars en publicité pour mettre en avant les accusations de violences conjugales contre lui, Herschel Walker critique l’utilisation de la notion de race par les démocrates pour diviser « un grand pays rempli de gens généreux ». Il adopte également un discours profondément religieux, assurant être en mission divine et que s'il est élu « nous irons tous en terre promise. » L'élection initiale, qui place Raphael Warnock en tête de 37 700 voix, ne permet pas de désigner un sénateur, aucun des candidats n'a obtenu la majorité absolue, un nouveau vote est prévu le 6 décembre 2022. Plus de 380 millions de dollars ont été dépensés lors de la campagne, plus que pour toute autre élection en 2022. Au terme de celle-ci, Raphael Warnock est réélu et Herschel Walker subit une lourde défaite politique.

## Palmarès

### Universitaire
Troisième du trophée Heisman en 1980, deuxième en 1981 derrière Marcus Allen, Herschel Walker remporte la plus prestigieuse récompense individuelle du football américain universitaire en 1982. Lors de cette saison 1982, le coureur des Bulldogs de la Géorgie reçoit également les prix Maxwell, Walter Camp et est désigné meilleur joueur NCAA par Sporting News. Lors des saisons universitaires 1981 et 1982, Herschel Walker termine deuxième en termes de yards à la course. Durant son passage de trois saisons avec les Bulldogs, le coureur vedette a un bilan de 33 victoires pour trois défaites, bat 41 records de l'université, seize de la conférence SEC et onze de la NCAA.
En 2019, à l'occasion du 150e anniversaire du football américain universitaire américain, Herschel Walker est sélectionné par ESPN dans l'équipe type de l'histoire du football américain en tant que running back en compagnie de Jim Brown.

### NFL
- Pro Bowl : 1987 et 1988